# Stockerau
Stockerau é um município da Áustria localizado no distrito de Korneuburg, no estado de Baixa Áustria.

## População
Em decembro de 2005 tinha 14.952 habitantes.

## Política

### Burgomestres
- 1893-1908 Julius Schaumann
- 1908-1912 Josef Weineck
- 1912-1914 Wenzel Kreuz
- 1919-1927 Eduard Rösch
- 1927-1933 Josef Wolfik
- 1933-1938 Dr. Johann Schidla
- 1945-1970 Josef Wondrak
- 1970-1979 Franz Blabolil
- 1979-2006 Leopold Richentzky
- 2006-0000 Helmut Laab

### Conselho Municipial

#### Partidos
- SPÖ 21
- ÖVP 10
- FPÖ 3
- Os Verdes 3